# 三菱UFJアセットマネジメント
三菱UFJアセットマネジメント株式会社（みつびしユーエフジェイアセットマネジメント、英: Mitsubishi UFJ Asset Management Co., Ltd.）は、東京都港区東新橋（汐留地区）に本社を置く、三菱UFJフィナンシャル・グループ（MUFG）傘下の資産運用会社。投資信託協会、日本証券投資顧問業協会会員。

## 概要
三菱UFJフィナンシャル・グループの中核の資産運用会社。金融商品取引業における投資運用業に基づき、投資信託の設定・運用を主に行う。東京都港区に本社を置き、イギリス・ロンドンに現地法人を持つ。
主に個人投資家向けに販売される国内の追加型公募株式投資信託（ETFを除く）の運用資産残高で業界首位の会社。
2015年7月1日、運用力の強化と経営の効率化を図るため、同じグループ傘下であった三菱UFJ投信と国際投信投資顧問が合併し、2023年10月1日、ＭＵ投資顧問の有価証券投資事業を承継、現在に至る

。
日本の資産運用会社の多くは、公的・私的年金などの運用を行う投資顧問を兼業するものが多いが、当社は投資信託の運用を主な事業とし、年金資金の運用は三菱UFJ信託銀行が主に担い、三菱UFJフィナンシャル・グループの中ですみ分けがなされている。
国内最大ファンド「eMAXIS Slim　米国株式（S&P500）」や「eMAXIS Slim　全世界株式（オール・カントリー）」などの業界最低水準の運用コストを目指すインデックスファンドの「eMAXIS Slim（イーマクシススリム）」シリーズ、上場投資信託（ETF）の「MAXIS（マクシス）」シリーズ、確定拠出年金向けファンド、長らく国内最大であった「グローバル・ソブリン・オープン」などの幅広い商品ラインアップを有する。

## 沿革
- 1985年 - ダイヤモンド投資顧問株式会社として設立。
- 1996年 - 東銀投資顧問株式会社を吸収合併。
- 1997年 - 東京三菱投信投資顧問株式会社に商号変更。投信業務開始。
- 2004年 -  三菱信アセットマネジメント株式会社を吸収合併し、三菱投信株式会社に商号変更。
- 2005年 -  UFJパートナーズ投信株式会社を吸収合併し、三菱UFJ投信株式会社に商号変更。
- 2015年7月1日 - 国際投信投資顧問と合併し、三菱UFJ国際投信株式会社に商号変更。
- 2018年4月1日 - 三菱UFJ信託銀行の完全子会社となる[6]。
- 2023年10月1日 - 三菱UFJアセットマネジメント株式会社に商号変更すると共に、 MU投資顧問株式会社（同日付で三菱UFJ不動産投資顧問株式会社に商号変更）の有価証券投資における運用・営業等の関連機能を統合[7][8]。また、本社を東京都千代田区有楽町から港区東新橋（汐留）へ移転した[9]。
- 2024年4月 - 三菱UFJ信託銀行から三菱UFJフィナンシャル・グループ（MUFG）の完全子会社となる[10]。

吸収合併した企業の沿革
- 1959年 - 山一證券投資信託委託株式会社設立 （日本で最初の投信会社）。
- 1989年 - 東銀投資顧問株式会社設立。
- 1998年 -  山一證券投資信託委託株式会社が、パートナーズ投信株式会社に社名変更。
- 2000年 -  三菱信アセットマネジメント株式会社設立。
- 2001年 -  パートナーズ投信株式会社が、東海投信投資顧問株式会社および東洋信アセットマネジメント株式会社より投信業務を営業譲受、UFJパートナーズ投信株式会社に商号変更。